# Хирапанари
Хирапанари (яп. 平離島 хирапанари-дзима) — небольшой остров в островной группе Яэяма островов Сакисима архипелага Рюкю. Административно относится к округу Исигаки уезда Яэяма префектуры Окинава, Япония.
Необитаемый остров расположен у западного побережья острова Исигаки напротив мыса Исидзаки.
Площадь острова составляет 0,02 км².